# Heroes of Might and Magic III: Horn of the Abyss
Heroes might and magic 3: Horn of the Abyss — модифікація гри Heroes of Might and Magic III. Додає фракції Причал та Фабрика, також багато різних об'єктів: зовнішні житла створінь нових фракцій та нові банки.

Вигляд фракції Причал

Вигляд фракції Фабрика

## Зміни
В цій модифікації додали:   
Дві нові фракції: Причал та Фабрику    

### Причал
Причал має 7 рівнів юнітів, та найнеочікуваніше - у 3 рівня є 2 покращення (пірати-корсари-морські вовки)
Причал має таких юнітів як німфи, які здатні телепортуватися, та імунні до льоду.  Також у них є Аспіди, які можуть отруювати, але не дуже швидко бігають
Причалу доступно 4 поверхи Гільдії магів, що робить цю фракцію досить непоганою в магії, а найчастіше героям Причалу зі шкіл магії дають воду.
Рідна земля причалу - болото

### Фабрика
Фабрика має цілих 8 рівнів юнітів, що дуже неочікувано. Від полуросликів, що здатні стріляти, до Дредноутів, що не літають але здатні атакувати тепловим лучем. 
Фабриці доступно 5 поверхів Гільдії магів, що робить її досить універсальною.
Рідна земля Фабрики - пустоші

### Артефакти[1]
- Мантія дипломата
- Залізний кулак огра
- Золотий гусь
- Тризуб могутності
- Королівські обладунки ніксів
- Корона п'яти морів
- Чоботи мандрівника
- Кільце подавлення
- Накидка мовчання
- Кукла шамана

### Інше[2]
- В замках по замовчуванню побудовано житло сутностей 2 рівня
- Введена негативна вдача
- Зовнішні житла які підконтрольні одному із гравців накопичують приріст.
- Монстри нового тижня не з'являються на карті на 2 клітинки ближче до вже наявних

## Посилання

Гракфіка в HotA